# Pétur Maack
Pétur Andreas Maack (* 23. Oktober 1990) ist ein isländischer Eishockeyspieler, der seit 2020 erneut bei Skautafélag Reykjavíkur in der isländischen Eishockeyliga unter Vertrag steht.

## Karriere
Pétur Maack begann seine Karriere als Eishockeyspieler in der Nachwuchsabteilung von Skautafélag Reykjavíkur, für den er 2008 in der isländischen Eishockeyliga debütierte. Nachdem er mit der Mannschaft 2009 isländischer Landesmeister geworden war, wechselte er zum Mörrums GoIS IK, mit dessen Nachwuchsmannschaften er in der schwedischen U20-Elit spielte. Nach nur einem Jahr kehrte er nach Reykjavík zu seinem Stammverein zurück. 2011 wagte er noch einmal den Sprung nach Schweden und stand eine Spielzeit beim Osby IK in der Division 2, der vierthöchsten Spielklasse des Landes, auf dem Eis. Aber bereits 2012 schloss er sich erneut Skautafélag Reykjavíkur an, für den er zwei Jahre spielte und dessen Mannschaftskapitän er 2013/14 war. 2014 wechselte er zum UMFK Esja, der gerade neu in die isländische Eishockeyliga aufgenommen worden war. 2017 wurde er mit dem Klub isländischer Meister. Nachdem er von 2018 bis 2020 pausiert hatte, wechselte er zum wiederholten Mal zu Skautafélag Reykjavíkur und gewann mit seinem Stammverein 2023 erneut den Meistertitel.

### International
Pétur Maack stand im Juniorenbereich im isländischen Aufgebot der U-18-Weltmeisterschaften 2006 (Division II), 2007 und 2008 (jeweils Division III) sowie der U-20-Weltmeisterschaften 2007, 2008 (jeweils Division II) und 2010 (Division III). Für die isländische Herren-Nationalmannschaft spielte er bei den Weltmeisterschaften 2009, 2010, 2011, 2012, 2013, 2014, 2015 und 2017 jeweils in der Division II. Zudem vertrat er seine Farben bei der Olympiaqualifikation für die Winterspiele in Pyeongchang 2018.

## Erfolge
- 2009 Isländischer Meister mit Skautafélag Reykjavíkur
- 2010 Aufstieg in die Division II bei der U-20-Weltmeisterschaft, Division III
- 2017 Isländischer Meister mit dem UMFK Esja
- 2023 Isländischer Meister mit Skautafélag Reykjavíkur